# 瀧川龍一郎
瀧川 龍一郎（たきかわ りゅういちろう、1964年1月13日 - ）は、日本の実業家。株式会社日立柏レイソル元代表取締役社長。日立ドキュメントソリューションズ取締役社長。

## 人物・経歴
愛知県生まれ。1987年名古屋大学経済学部経済学科卒業、日立製作所入社。2001年日立製作所業務サポート事業部本社勤労センタ部長代理。2008年日立製作所関西支社総務部部長。2012年日立製作所営業統括本部総務本部関西・四国総務部部長。2012年日立製作所法務・コミュニケーション統括本部秘書室部長。2013年日立製作所人財統括本部総務部担当部長。2014年日立製作所人財統括本部総務部部長兼日立柏レイソル取締役。
2015年から日立柏レイソル代表取締役社長を務めている。、
2015年には、吉田達麿を監督を抜擢した。AFCでは、プレーオフに勝利しAFC出場権を獲得し最終的に決勝トーナメントに進出するもベスト８に終わる。しかし、リーグ戦では成績が低迷しファーステージは14位に終わる。セカンドステージは、少し持ち直したものの優勝争いに加わる事なく8位に終わった。シーズン終盤に吉田達麿を監督から解任。天皇杯は、ベスト4に終わる。
2016年は、ミルトン・メンデスを監督に抜擢。しかし、就任後4試合でメンデスを監督から解任。後任に下平隆宏ヘッドコーチを監督に抜擢。ファーステージは7位に終わりセカンドステージは5位に終わる。
2018年は、AFCでは一次リーグ敗退しただけでなく、リーグ戦でも不調に陥り全然連勝できず5月12日の川崎フロンターレ戦で敗北した後に下平隆宏を監督から解任し後任に加藤望を監督に抜擢。初陣となった名古屋グランパス戦では、3－2で辛勝するも、鹿島アントラーズ戦では2-6と惨敗を喫し他の試合でも全く連勝ができず5勝1分12敗と大きく負け越し、越況はより悪化した。11月10日に加藤を監督から解任して岩瀬健を監督に抜擢。セレッソ大阪戦とガンバ大阪戦では連勝したものの結果3度目のJ2リーグへの降格となった。その後、ホーム最終戦でJ2リーグへの降格を受けサポータに謝罪し、1年以内でのJ1リーグへの復帰を宣言。
2019年からネルシーニョを監督に呼び戻してJ1リーグへの復帰を果たした。
J1リーグに復帰を果たした2020年シーズンではリーグ戦では7位。ルヴァンカップでは準優勝に終わった。
2021年シーズン、チームは再びJ2降格の危機を迎えたが、第35節セレッソ大阪戦に勝利して残留を確定させた。
2023年シーズン、チームは前年8月から未勝利とJ2降格の危機を迎えた中ネルシーニョ監督を退任させる事無く、任期満了に伴い3月末で社長を退任し、日立ドキュメントソリューションズの取締役社長に就任した。